# William Smyth
William Smyth (1460 - 2 de janeiro de 1514) foi bispo de Lichfield 1493-1496 e Bispo de Lincoln até sua morte. Ocupou cargos políticos, sendo o mais importante Senhor Presidente do Conselho de Gales e das Marcas. Ele se tornou muito rico, e foi um benfeitor de uma série de instituições, entre elas foi co-fundador da Brasenose College em Oxford e de uma escola primária na aldeia de seu nascimento, em Lancashire.